# タラ・スタジアム
タラ・スタジアム（英: Tallaght Stadium、愛: Staid Thamhlachta）は、アイルランド・南ダブリンにあるサッカー専用スタジアム。2009年に開場し、シャムロック・ローヴァーズFCがホームスタジアムとして使用している。

## 概要
2009年3月31日、シャムロック・ローヴァーズFC対スライゴ・ローヴァーズFCのリーグ戦でこけら落としとなり、2-1でシャムロック・ローヴァーズが勝利を収めた。スタジアムの建設工事に着手した2000年から完成に9年間を要した理由は、芝生を張るピッチに排水上の問題点が発覚し、大規模な地盤改良を施したためである。
スタジアムの構成は北以外全てに屋根付きのスタンドが設置されており、西スタンドにはクラブの事務所が併設されている。
現在、このスタジアムはシャムロック・ローヴァーズFCがホームスタジアムとして拠点を置いているが、アイルランド共和国女子代表やU-21アイルランド共和国代表も一部の試合で使用している。